# William Barford
Pour les articles homonymes, voir Barford.
William Barford (décédé en novembre 1792) est un érudit anglais et un pasteur anglican.

## Biographie
Barford fait ses études au Collège d'Eton et entre au King's College de Cambridge en 1737. Il obtient un BA en 1742, MA en 1746 et DD en 1771. Il devient tuteur de son collège, est trois fois modérateur à l'école des Sophs, surveillant en 1761 et de 1762 à 1768 orateur public, ne démissionnant du poste que pour se présenter au poste de professeur de grec, qu'il n'obtient pas. En 1768, son collège le présente pour la cure de Fordingbridge, dans le Hampshire, et l'année suivante, il est nommé aumônier du président de la Chambre des communes par John Cust, alors président, mais n'occupe le poste que pendant une seule session. L'orateur suivant nomme un autre aumônier, et les amis de Barford craignent qu'il ne soit privé de l'avancement habituel conféré aux titulaires de la charge; mais sous prétexte qu'il devait être considéré comme aumônier, nommé non par l'orateur mais par la maison, il est résolu, le 9 mai 1770, qu'une demande soit faite au roi pour lui conférer quelque dignité. Il est par conséquent installé prébendier de Cantorbéry en juin de la même année. En 1773, il démissionne de Fordingbridge pour le presbytère de Kimpton, Hertfordshire, qu'il occupe avec le poste d'Allhallows, Lombard Street, jusqu'à sa mort en novembre 1792. Il se marie en 1764.
Le Dr Jacob Bryant, dans la préface du troisième volume de son New System of Mythology, rend un hommage appuyé aux talents et à l'érudition de Barford, le remerciant pour son «zèle», son «assistance» et ses «remarques judicieuses». Dans la vie de Bryant, préfixée à l'édition en six volumes du New System, Barford est mis en tête de la liste de ses amis.

## Œuvres
Une dissertation latine de Barford sur le « Premier Pythien » est publiée dans l'édition de Henry Huntingford des œuvres de Pindare, à laquelle est annexée une courte vie de l'auteur, une liste de ses œuvres et un éloge de son savoir. La liste se compose de poèmes sur divers événements politiques en latin et en grec, écrits en sa qualité d'orateur public, une oraison latine aux funérailles de William George, prévôt du King's College, 1756, et un Concio ad Clerum, 1784, écrit après son installation comme chanoine de Cantorbéry.